# 10241 Milicevic
A 10241 Milicevic (ideiglenes jelöléssel 1999 AU6) a Naprendszer kisbolygóövében található aszteroida. K. Korlević fedezte fel 1999. január 9-én.